# Darien Porter
Darien Porter (Bettendorf, 6 gennaio 2001) è un giocatore di football americano statunitense che milita nel ruolo di cornerback per i Las Vegas Raiders della National Football League (NFL). Al college ha giocato per Iowa State. 

## Carriera universitaria
Porter, originario di Bettendorf in Iowa, cominciò a giocare a football nella locale Bettendorf High School, dove ricoprì il ruolo di wide receiver e di cornerback. Porter andò quindi a giocare college football all'Iowa State University con i Cyclones impegnati nella Big 12 Conference (Big 12) della Divisione I della Football Bowl Subdivision (FBS) della NCAA.
Nelle sue prime tre stagioni al college, dal 2019 al 2021, Porter giocò nel ruolo di wide receiver per poi passare a cornerback dal 2022. Dal 2019 al 2023 giocò 40 partite, soprattutto negli special team per poi diventare titolare nella stagione 2024.
Chiuse la sua esperienza al college con 63 presenze, di cui 33 da titolare, con 51 tackle, tre intercetti e sei passaggi deviati.

## Carriera professionistica

### Las Vegas Raiders
Il 25 aprile 2025 Porter fu selezionato nel 3º giro del Draft NFL 2025, con la 68ª scelta assoluta, dai Las Vegas Raiders. Il 13 maggio Porter firmò il suo contratto da rookie, un accordo quadriennale da 6,72 milioni di dollari.